# Bieren
Bieren ist ein Ortsteil der Gemeinde Rödinghausen im Nordosten des deutschen Landes Nordrhein-Westfalen. Bieren liegt am Wiehengebirge und im Nordosten der Gemeinde Rödinghausen. Bis 1968 bildete Bieren eine selbstständige Gemeinde im Amt Rödinghausen.

## Geografische Lage

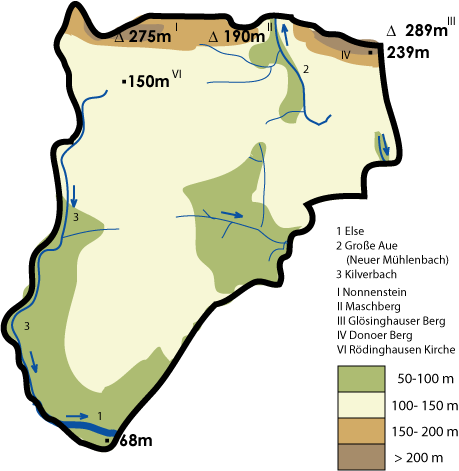
Physische Karte von Rödinghausen

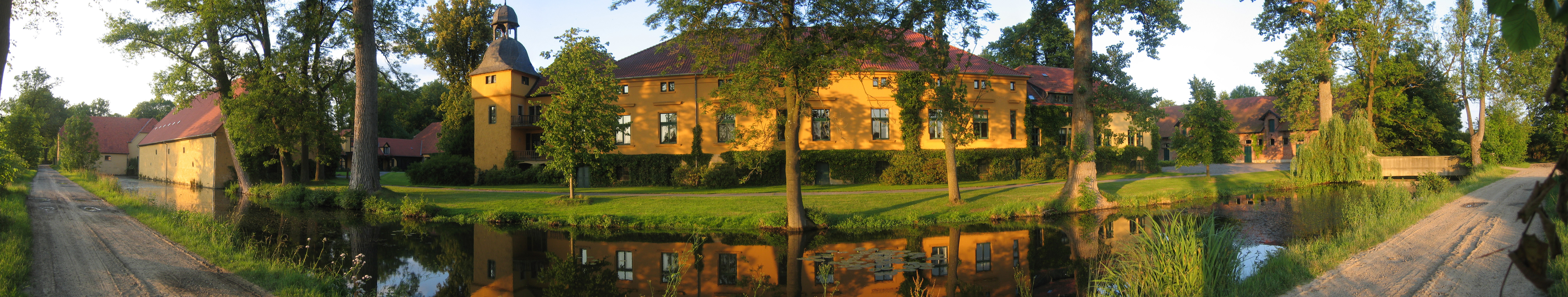
Gut Böckel

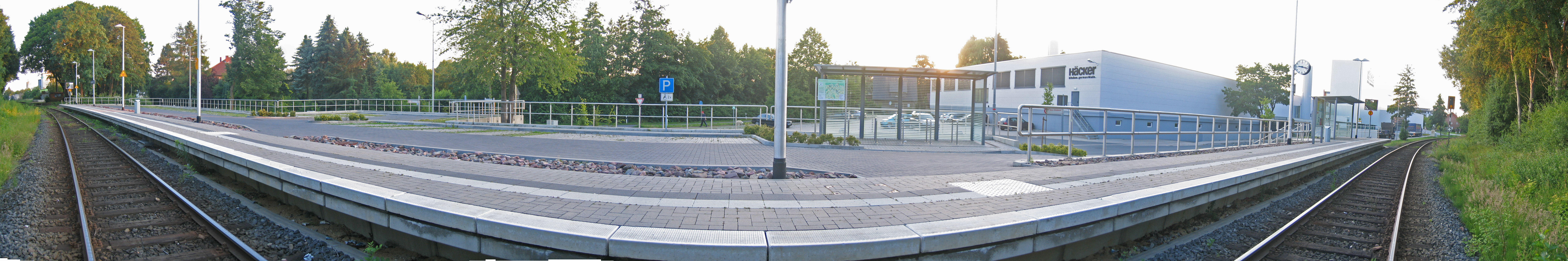
Bahnhof Bieren an der Ravensberger Bahn

Bieren ist mit rund 1300 Einwohnern auf einer Fläche von 9,544 km² (136 Einwohner pro km²) der zugleich bevölkerungsärmste und flächengrößte Ortsteil Rödinghausens. Der Hauptort Bieren liegt in einer Senke auf rund 100 m ü. NN. Neben dem Hauptort bestehen in Rödinghausen mit Stukenhöfen und Dono (im Nordwesten) noch weitere Siedlungskerne, die auf ehemalige Bauerschaften zurückgehen. Dono ist vor allem durch die ausgedehnten Pferdekoppeln des Gestüts Auenquelle geprägt. Im äußersten Nordwesten Bieren-Donos erreichen die Bierener Berge eine Höhe von 243 m ü. NN. In den Donoer Bergen liegt ein aufgegebener Steinbruch, der früher zur Sandsteingewinnung betrieben wurde. Etwas nordöstlich der Ortsteilgrenze steigt das Gebirge weiter an, um eine Gipfelhöhe von 289 m ü. NN zu erreichen. Ein Großteil der Bäche in Bieren entwässert in die Große Aue, die in Rödinghausen-Bieren entspringt und in Rödinghausen noch „Neuer Mühlbach“ genannt wird. Das Tal der Aue steht unter Naturschutz. Weitere Bäche sind der ebenfalls unter Naturschutz stehende Gewinghauser Bach und der Mühlenbach, die beide das Gemeindegebiet Richtung Bünde verlassen und in die Else entwässern.

## Geschichte
Das Dorf Bieren wird erstmals in einer Heberolle Herforder Frauenklosters im 12. Jahrhundert erwähnt. Sie berichtet von einem Orte Bieren (damals noch Beren mit vier Höfen). Der Name Bieren leitet sich von „beara“ ab und bezeichnet einen Wald mit fruchttragenden Bäumen.
Bieren war bis zur Franzosenzeit eine Bauerschaft der Vogtei Bünde im Amt Limberg der Grafschaft Ravensberg. Von 1807 bis 1813 gehörte der Ort zum Kanton Bünde, der von 1807 bis 1810 zum Königreich Westphalen und von 1811 bis 1813 zum Kaiserreich Frankreich gehörte. 1815 kam Bieren zur preußischen Provinz Westfalen und darin 1816 zum Kreis Bünde, der 1832 im Kreis Herford aufging. Im Kreis Herford gehörte die Gemeinde Bieren zum Amt Rödinghausen.
Bieren wurde am 1. Juli 1969 durch das Herford-Gesetz in die Gemeinde Rödinghausen eingegliedert.

### Einwohnerentwicklung
Die folgende Übersicht zeigt die Einwohnerzahlen Bierens nach dem jeweiligen Gebietsstand bis zur Eingemeindung in die Gemeinde Rödinghausen zum 1. Januar 1969. Änderungen des Gebietsstandes ergaben sich hauptsächlich durch die Umgemeindungen bewohnter Gebiete nach Schwenningdorf zum 4. März 1898 (1895: 10 Einwohner) und 1. April 1932 (1925: 2 Einwohner). Bei den Zahlen handelt es sich um Volkszählungsergebnisse. Die Angaben beziehen sich ab 1871 sowie für 1946 auf die Ortsanwesende Bevölkerung und ab 1925 auf die Wohnbevölkerung. Vor 1871 wurden die Einwohnerzahlen nach uneinheitlichen Erhebungsverfahren ermittelt.
| Jahr            | Einwohner |
| --------------- | --------- |
| 1798            | 628       |
| 1818 (31. Dez.) | 706       |
| 1834 (31. Dez.) | 639       |
| 1837 (31. Dez.) | 659       |
| 1843 (31. Dez.) | 730       |
| 1849 (3. Dez.)  | 798       |
| 1852 (3. Dez.)  | 817       |

| Jahr           | Einwohner |
| -------------- | --------- |
| 1858 (3. Dez.) | 770       |
| 1867 (3. Dez.) | 812       |
| 1871 (1. Dez.) | 824       |
| 1885 (1. Dez.) | 762       |
| 1895 (1. Dez.) | 732       |
| 1905 (1. Dez.) | 776       |
| 1925 (1. Dez.) | 907       |

| Jahr            | Einwohner |
| --------------- | --------- |
| 1933 (16. Juni) | 942       |
| 1939 (17. Mai)  | 927       |
| 1946 (29. Okt.) | 1250      |
| 1950 (13. Sep.) | 1253      |
| 1961 (6. Juni)  | 1220      |

## Politik
Die Bürgermeister Bierens waren:
- bis 1948: Heinrich Grundmann
- 1948–1961: Wilhelm Wisskamp
- 1961–1968: August Landwehr

Ab 1969 standen dem Ortsteil folgende Ortsvorsteher vor:
- 1969–1973: August Landwehr
- 1973–?: August Hoffmann
- ?–?: Herbert Streuter

## Sehenswürdigkeiten

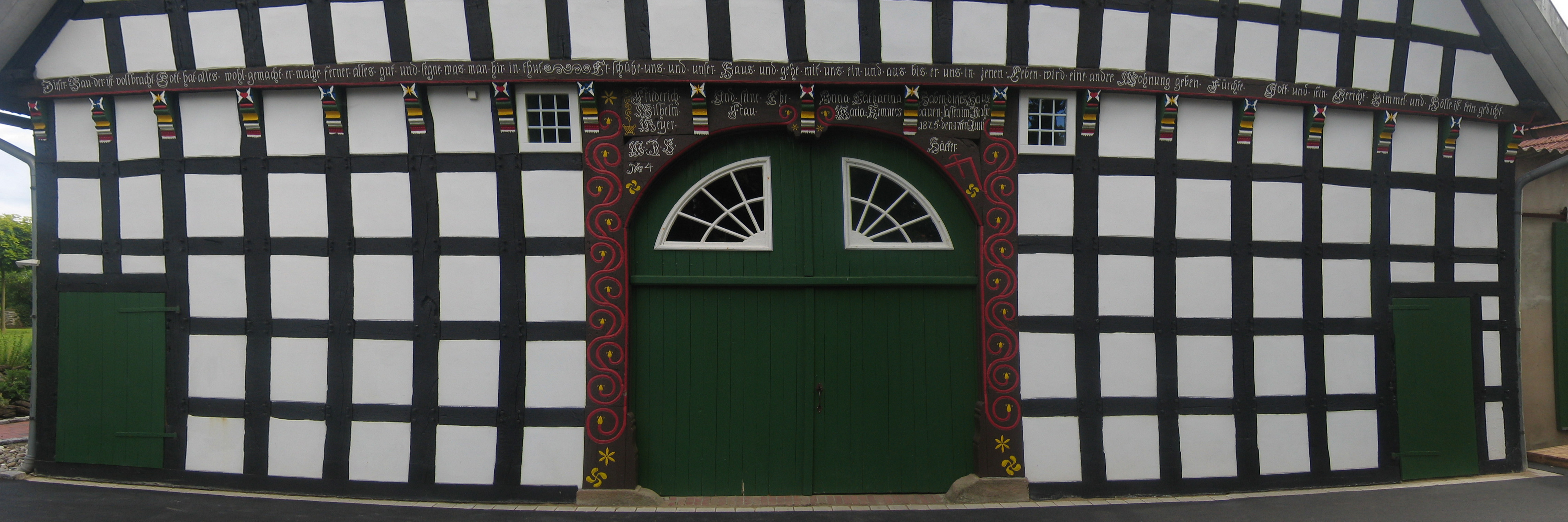
Hof in Bieren mit Lauburus an den inneren beiden Ständern

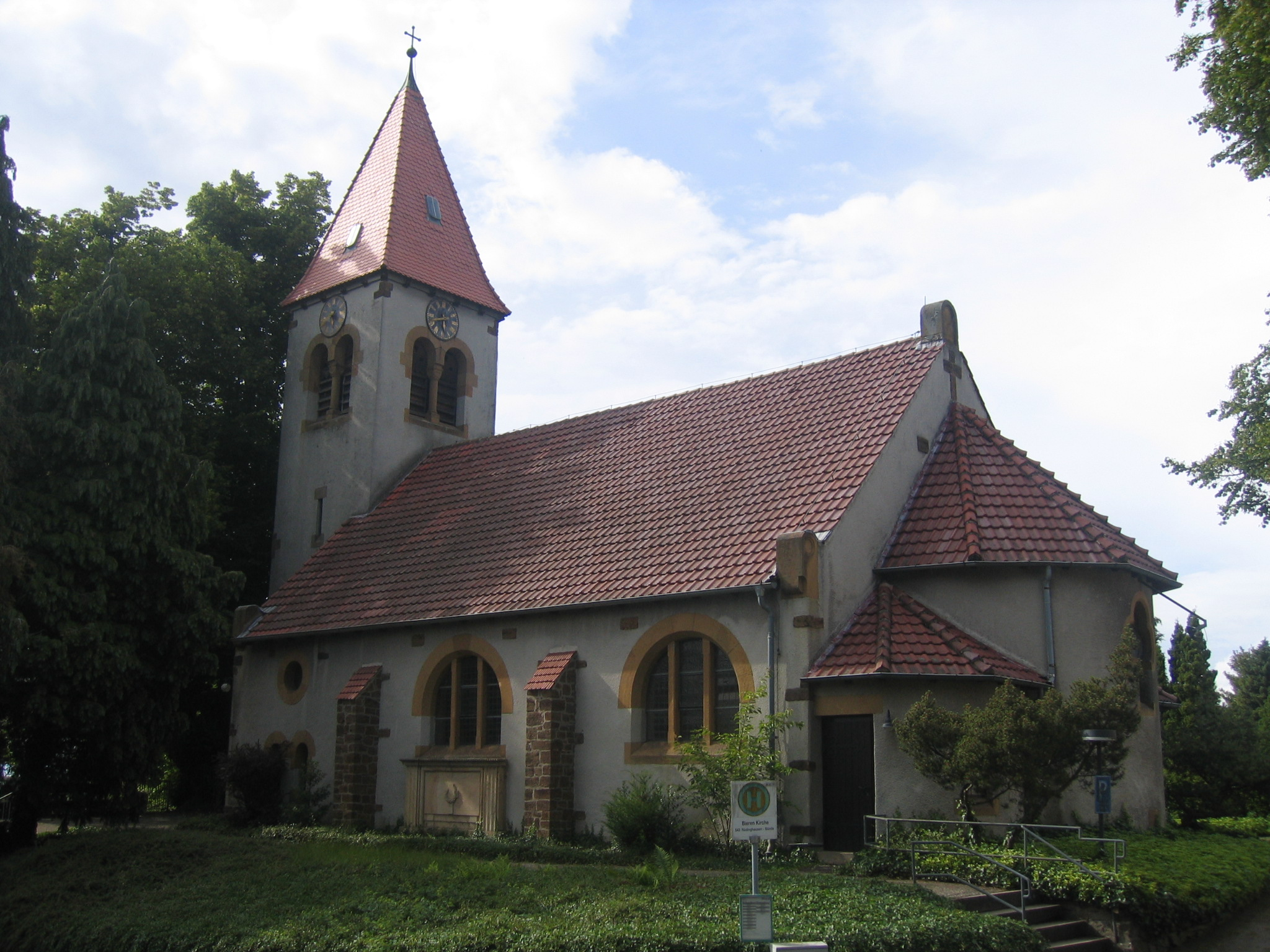
Die Kirche in Bieren

Der Darmühlenbach speist den Burggraben des Bierener Gut Böckel, das erstmals 1350 erwähnt wurde. Der zweite Bierener Herrensitz Gut Waghorst am Dornmühlenbach ist nicht erhalten. Die Bierener Kirche gehört zur Evangelischen Kirchengemeinde Rödinghausen. Die Kirche wurde 1908 als Nachfolgerin einer in Fachwerkbauweise ausgeführten Kapelle – „Klus“ genannt – aus Bruchstein errichtet. In der Nähe der Kirche steht die über 350 Jahre alte „Bierener Kirchlinde“ mit ihrem Stammumfang von 7,75 Metern. Sehenswert ist weiterhin der typisch westfälische Hof Buntemöller im Süden Donos.

## Bildung, Verkehr und Wirtschaft
Einzige Schule Bierens ist die Grundschule Bieren.
Der Haltepunkt Bieren-Rödinghausen liegt an der Ravensberger Bahn, auf der im Stundentakt die RB 71 Bielefeld–Herford–Bünde–Rahden verkehrt. Er wurde 2007 komplett erneuert und erhielt einen neuen Bahnsteig und Wartehäuschen. Das alte Bahnhofsgebäude wird schon seit den 1990er-Jahren nicht mehr in dieser Funktion genutzt.
In der Nähe des Haltepunkts liegt das größte Industriegebiet Rödinghausens, das allerdings fast vollständig zum Ortsteil Schwenningdorf zählt. Der dort ansässige Küchenhersteller Häcker ist der  größte Arbeitgeber in Rödinghausen. Daneben beschäftigt das in Bieren gelegene Betonwerk Bieren einige Bürger Rödinghausens.

## Persönlichkeiten

### Söhne und Töchter des Ortes
- Hermann Willmann (1875–1973), deutscher Bäcker und Politiker
- Hertha Koenig (1884–1976), auf Gut Böckel geborene Schriftstellerin, Lyrikerin, Kunstsammlerin, Mäzenin und Salonnière
- Erwin Möller (1924–2005), Lehrer, Sprachwissenschaftler, Instrumentenbauer, Heimatforscher, Imker und Autor